# Kenny Roberts Junior
Kenneth Lee Roberts Jr. (Mountain View, Califórnia, 25 de julho de 1973) é um motociclista Norte-Americano, Campeão Mundial das 500cc em 2000. Seu pai, Kenny Roberts foi tricampeão das 500cc. Eles são o único dueto pai/filho que tornaram-se campeões mundiais de motociclismo até hoje.

## Carreira

### Início
Roberts correu pela primeira vez nas 250cc em Willow Springs em 1990, ganhando 5 corridas na sua temporada de estréia nas corridas profissionais. Em 1993 ele fez sua estréia no evento de Laguna Seca, e tornou-se um piloto integrante da categoria 250cc em 1994 e 1995 com a equipe Marlboro-Yamaha.

### Equipe Roberts
Em 1996, Kenny decide ir para o Mundial das 500cc correndo com uma Yamaha. Ele terminou sua temporada de estréia nas 500cc como 13º colocado no ranking e a Yamaha decidiu não renovar seu contrato. Então entrou para a equipe de seu pai em 1997, e gastou 2 anos desenvolvendo suas próprias Modenas de 2 tempos. Nestes dois anos ele esforçou-se enormemente para ficar no topo do campeonato de 500cc mas acabou amargurando o 16º e o 13º lugares da temporada, respectivamente em 1997 e 1998.

### Os Anos Suzuki
Em 1999 a Suzuki assinou com Roberts para que integrasse a sua equipe de 500cc. Sua estréia na Malásia resultou em uma vitória surpreendente, batendo o então campeão mundial Michael Doohan. Partiu para mais uma vitória no seu segundo GP, no Japão, onde novamente bateu Doohan. Estas vitórias-surpresa fizeram com que fosse considerado um fortíssimo candidato a desafiar Doohan pelo Campeonato Mundial. Todavia, Doohan retirou-se do Campeonato e do Circuito Mundial de Motovelocidade ainda no terceiro GP, na Espanha, por ter sofrido grave acidente que quase deixa-o paralisado. Após isso, o desafio principal para o campeonato veio do companheiro de equipe de Doohan, Àlex Crivillé. Roberts falhou em encontrar alguma consistência e foi, subsequentemente, ultrapassado no campeonato por Crivillé, que mais tarde viria a garantir o Título Mundial das 500cc.
Roberts terminou a temporada em um respeitável segundo lugar.
Recuperou-se do desafio do campeonato passado e, com Crivillé sem conseguir manter o mesmo ritmo do ano anterior e já demonstrando maior desgaste no campeonato, seu maior desafiante passou a ser Valentino Rossi, um piloto estreante que acabara de ser Campeão Mundial das 250cc. Desta vez, entretanto, Roberts conseguiu gerenciar bem sua temporada garantindo 4 vitórias e 5 pódios nas 16 corridas. Na penúltima corrida da temporada, em Motegi, Roberts finalmente conseguiu o tão sonhado Campeonato Mundial. Tornou-se, então, o primeiro filho de um ex-campeão a também ganhar o título. Sua vitória também significou que a Suzuki conseguiu quebrar a sequência de 6 campeonatos que a Honda acumulava.
Em 2001, Roberts e a Suzuki tiveram grandes problemas para defender o título. Com Rossi dominando a temporada para vencê-la, Roberts conseguiu somente 1 pódio e terminou a temporada numa decepcionante 11.ª posição. Essa temporada também marca o fim das motos de 500cc de 2 tempos, com as mudanças do regulamento da entidade para 2002.
Entre 2002 e 2005, Roberts encarou tempos difíceis para desenvolver a nova motocicleta Suzuki GSV-R de 990cc 4 tempos para encarar a Honda e a Yamaha. Também foi ameaçado por seu novo companheiro de equipe, John Hopkins, que frequentemente andava à sua frente. Em 2003 e 2004 Hopkins conseguiu terminar a temporada à frente de Roberts. Durante um período de 4 anos, Robert somente conseguiu subir ao pódio duas vezes, uma em 2002 e uma em 2005. No final de 2005, a Suzuki decide não renovar mais o contrato de Roberts e opta por um piloto mais novo, Chris Vermeulen.

### Retorno à equipe Roberts
Roberts retornou à equipe de seu pai em 2006. A Honda forneceu o motor V5 da RC211V com quadro a ser definido e fabricado pela equipe Roberts e a moto foi, como consequência, chamada de KR211V. Ele conseguiu o seu primeiro pódio da temporada na Catalunha, largando na primeira fila.
Uma sequência de 5 largadas consecutivas nas 5 primeiras posições no meio da temporada mostrou o que a motocicleta prometia. Novamente terminou em terceiro em Estoril, tendo liderado até a volta final da prova. Kenny explicou mais tarde que errou na contagem de voltas e, quando ele se encaminhava para a volta final, esperava ver a bandeira quadriculada o que permitiu a Toni Elías tomar sua posição, já que este vinha logo atrás. Com estes dois pódios acabou terminando em 6º colocado, também contando com a ajuda da sorte por ter pilotos como Casey Stoner e Sete Gibernau abandonando provas. Este foi o melhor resultado de Roberts desde a conquista do Campeonato Mundial em 2000.
Roberts permaneceu na equipe de seu pai em 2007. Entretanto, 2007 novamente marca uma nova era com as motos de 990cc sendo substituídas pelas de 800cc. Ele pilota a moto KR212V que usa o motor V4 da RC212V fornecido pela própria Honda. Esta temporada, infelizmente, está perdida para Roberts, já que a Honda está concentrada em melhorias em suas motos Repsol/Honda de fábrica. Kenny conquistou somente 4 pontos nas 6 primeiras corridas.
Kenny abandonou a temporada de 2007 no meio, sendo substituído por seu irmão Kurtis e não voltou a participar até o GP da Malásia (faltando uma corrida para o final da temporada).

## Estatísticas da Carreira

### Por Temporadas
| Temp  | Categoria | Moto    | Corridas | Vitórias | Podiums | Poles | Voltas Ráp. | Pts  | Colocado | Campeão |
| ----- | --------- | ------- | -------- | -------- | ------- | ----- | ----------- | ---- | -------- | ------- |
| 1993  | 250cc     | Yamaha  | 1        | 0        | 0       | 0     | 0           | 6    | 27º      | 0       |
| 1994  | 250cc     | Yamaha  | 4        | 0        | 0       | 0     | 0           | 23   | 18º      | 0       |
| 1995  | 250cc     | Yamaha  | 13       | 0        | 0       | 0     | 0           | 82   | 8º       | 0       |
| 1996  | 500cc     | Yamaha  | 13       | 0        | 0       | 0     | 0           | 69   | 13º      | 0       |
| 1997  | 500cc     | Modenas | 15       | 0        | 0       | 0     | 0           | 37   | 16º      | 0       |
| 1998  | 500cc     | Modenas | 13       | 0        | 0       | 0     | 0           | 59   | 13º      | 0       |
| 1999  | 500cc     | Suzuki  | 16       | 4        | 8       | 5     | 5           | 220  | 2º       | 0       |
| 2000  | 500cc     | Suzuki  | 16       | 4        | 9       | 4     | 3           | 258  | 1º       | 1       |
| 2001  | 500cc     | Suzuki  | 16       | 0        | 1       | 0     | 0           | 97   | 11º      | 0       |
| 2002  | MotoGP    | Suzuki  | 15       | 0        | 1       | 0     | 0           | 99   | 9º       | 0       |
| 2003  | MotoGP    | Suzuki  | 13       | 0        | 0       | 0     | 0           | 22   | 19º      | 0       |
| 2004  | MotoGP    | Suzuki  | 12       | 0        | 0       | 1     | 0           | 37   | 18º      | 0       |
| 2005  | MotoGP    | Suzuki  | 14       | 0        | 1       | 0     | 0           | 63   | 13º      | 0       |
| 2006  | MotoGP    | KR211V  | 17       | 0        | 2       | 0     | 1           | 134  | 6º       | 0       |
| 2007  | MotoGP    | KR211V  | 7        | 0        | 0       | 0     | 0           | 4    | 24º      | 0       |
| Total |           |         | 185      | 8        | 22      | 10    | 9           | 1210 |          | 1       |